# Vrelo Koreničko
Vrelo Koreničko is een plaats in de gemeente Plitvička Jezera in de Kroatische provincie Lika-Senj. De plaats telt 119 inwoners (2001).